# Jenny Siler
Jenny Siler (New Brunswick, 1971) è una scrittrice statunitense.
Dopo aver viaggiato per parecchi anni fra Europa e Stati Uniti facendo lavori saltuari, si è stabilita a Seattle dove nel 1998 ha scritto e pubblicato il suo primo romanzo, Easy Money.
Vive a Lexington, in Virginia con la sua famiglia.

## Opere
- Easy Money, 1998
- Iced, 2000
- Shot, 2002 (Einaudi, 2004)
- Flashback, 2004